# Panthea grisea
Panthea grisea är en fjärilsart som beskrevs av Alfred Ernest Wileman 1910. Panthea grisea ingår i släktet Panthea och familjen Pantheidae. Inga underarter finns listade i Catalogue of Life.

## Bildgalleri

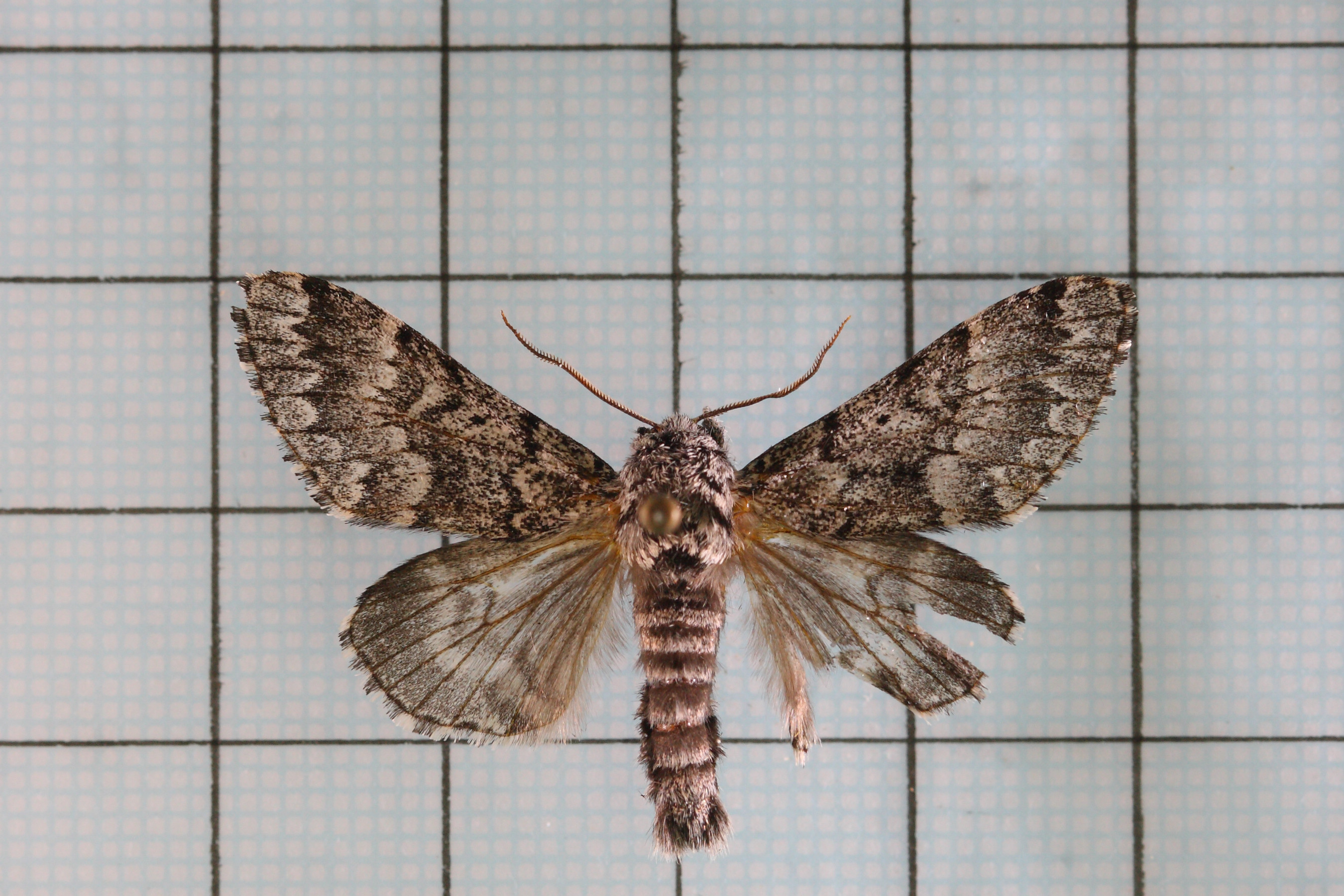